# ایشیم
شهر ایشیم (به روسی: Ишим) در کشور روسیه و در اوبلاست تیومن واقع شده‌است.